# The Wild Olive
The Wild Olive er en amerikansk stumfilm fra 1915 af Oscar Apfel.

## Medvirkende
- Myrtle Stedman som Miriam Strange.
- Forrest Stanley som Norrie Ford.
- Mary Ruby som Evie Wayne.
- Charles Marriott som Wayne.
- Edmund Lowe som Charles Conquest.